# Falggasanerbach

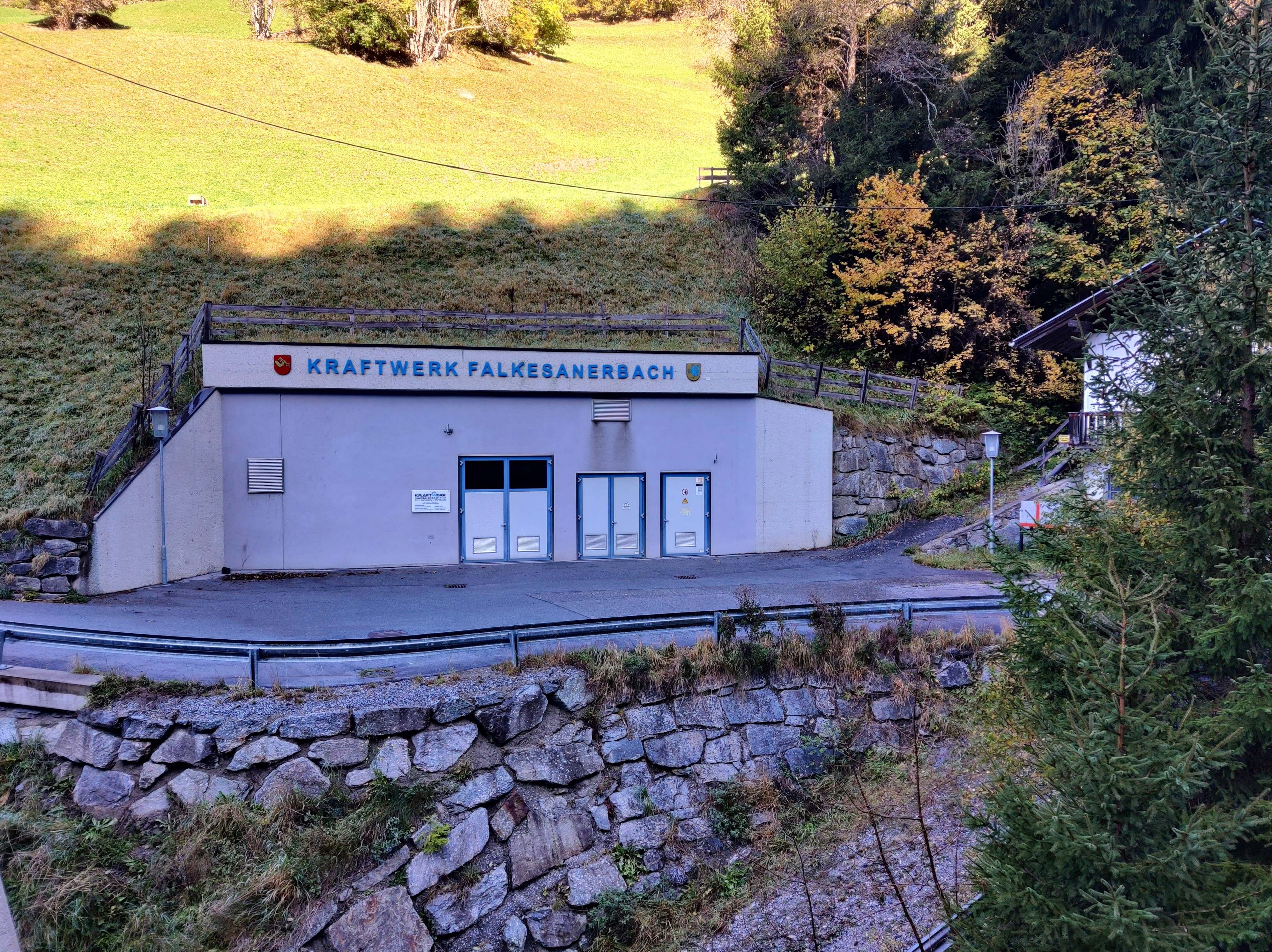
Kraftwerk Falkasanerbach

Der Falggasanerbach (auch Falkasanerbach) ist ein rund 8,5 km langer rechter Zubringer zur Sill in den Tuxer Alpen in Tirol.

## Beschreibung
Der Bach entspringt westlich unterhalb des Rosenjochs und der Grünbergspitze und fließt durch das Arztal zur Sill, wo er von beiden Seiten zahlreiche kleine Zuflüsse aufnimmt.
Bedeutung erlangte der Falggasanerbach im 16. Jahrhundert, als östlich oberhalb von Oberellbögen die Hinterlocher Mühle bestand und die lokalen Bauern bediente. Die Mühle war bis 1951 in Betrieb und wurde 1995 zur Schaumühle Hinterloch (⊙) umfunktioniert, die heute die jahrtausendealte Geschichte der Mühltechnik zeigt.
Südöstlich von Unterellbögen nutzt seit einigen Jahren ein Kleinkraftwerk die Wasserkraft, bevor der Falggasanerbach in die Sill einmündet.